# Ботанические сады Гайаны
Ботанические сады Гайаны (англ. Guyana Botanical Gardens) — тропический ботанический сад, городской парк в Джорджтауне (Гайана), находится рядом с зоопарком Гайаны и музеем «Дом Кастеллани». Один из двух городских парков Джорджтауна.

## История

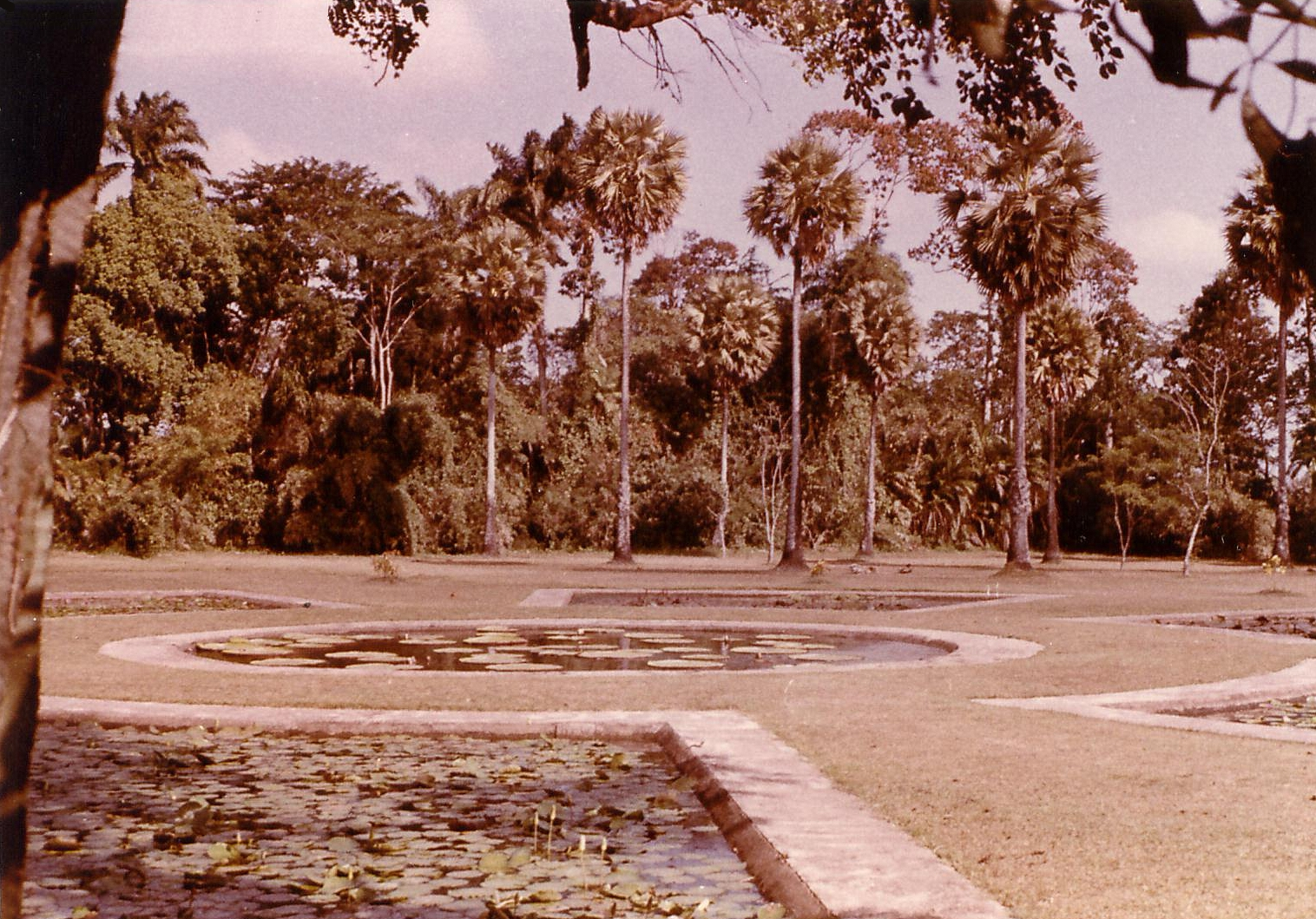
Виктория королевская в ботаническом саду Джоржтауна (1958)

Ботанические сады были основаны в конце XIX века во времена Британской Гвианы на месте заброшенной усадьбы и плантации сахарного тростника Plantation Vlissengen. В то время это была восточная окраина Джорджтауна.
В 1877 году правительство выделило 72 тыс. долларов США на создание садов, и Джон Фредерик Ваби, первый садовник, прибыл в Джорджтаун из Великобритании в декабре 1878 года и провёл в Гайане 35 лет, благоустраивая сад. Одним из ранних хранителей сада в 1879—1902 годах был британский садовник и ботаник Джордж Сэмюэл Дженман (1845—1902).

## Описание
В Ботаническом саду находится одна из самых обширных коллекций тропической флоры на Карибах. В садах огромное разнообразие тропических цветов и одна из лучших коллекций пальм, а также лилии, включая лотос и самую крупную в мире лилию викторию королевскую, национальный цветок Гайаны. Кроме этого, здесь есть пруды, каналы, мосты и эстрада.
На территории садов расположен зоопарк Гайаны.
Кроме этого, парк включает кладбище «Семь прудов» («Место героев»), где похоронены генерал-губернатор Гайаны Дэвид Роуз, президенты Десмонд Хойт, Артур Раймонд Чжун, поэт Мартин Картер. Рядом также расположен мавзолей премьер-министра и президента Форбса Бёрнхема.